# Riềng lá hẹp
Riềng lá hẹp hay riềng không mũi, riềng hoa thưa (danh pháp hai phần: Alpinia mutica) là cây thân thảo thuộc họ Gừng.
Cây mọc ven suối và dưới tán rừng, có thể dùng làm thuốc.
Cây có mặt ở Ấn Độ, Indonesia, Malaysia, Thái Lan, Việt Nam (tại Đồng Nai, Thành phố Hồ Chí Minh).